# Lady Bird Johnson
Claudia Alta "Lady Bird" Taylor Johnson (Teksas, 22. prosinca 1912. – Teksas, 11. srpnja 2007.) je bila supruga 36. američkog predsjednika Lyndona B. Johnsona od 22. studenog 1963. do 20. siječnja 1969.